# Judith Jarvis Thomson
Judith Jarvis Thomson (Nueva York, 4 de octubre de 1929 - 20 de noviembre de 2020) fue una filósofa moral estadounidense.

## Carrera
Se graduó en 1946. Recibió una licenciatura de Barnard College en 1950, una de Newnham College en 1952 y un doctorado de la Universidad de Columbia en 1959, todo en filosofía. En 1962 se casó con el filósofo James Thomson, de quien se divorció en 1980. Enseñó durante un año en la Universidad de Boston y fue nombrada en 1964 profesora en el MIT.

## Investigación
Las principales áreas de investigación de Thomson fueron la ética, la metafísica y la filosofía del derecho. En filosofía moral hizo importantes contribuciones a la metaética, la ética normativa y la ética aplicada.
En lo que respecta a las teorías éticas, Thomson se opuso a las perspectivas consecuencialistas, hedonistas y subjetivistas. Su trabajo se basó en elementos específicos de argumentación deontológica.
En metafísica, Thomson se centró en cuestiones relativas a la relación entre acciones y acontecimientos, y entre el tiempo y las partes físicas.
También hizo importantes contribuciones sobre el tema de la privacidad.

### Dilema del tranvía
Judith Jarvis Thomson presentó un experimento mental similar al dilema del tranvía con el caso de un cirujano:
"Un brillante cirujano de trasplantes tiene cinco pacientes, cada uno de los cuales necesita un órgano diferente, cada uno de los cuales morirá sin ese órgano. Desafortunadamente, no hay órganos disponibles para realizar ninguna de estas cinco operaciones de trasplante. Un joven viajero sano, que acaba de pasar por la ciudad en la que trabaja el médico, llega para un chequeo de rutina. En el curso de la revisión, el médico descubre que sus órganos son compatibles con los cinco pacientes moribundos. Supongamos además que si el joven desapareciera, nadie sospecharía del médico. ¿Apoya la moral del médico para matar a ese turista y brindar sus órganos sanos a esos cinco moribundos y salvarles la vida?"

### Aborto
Un experimento mental por el cual Thomson es especialmente conocida ocurre en su artículo A Defense of Abortion:
"Te levantas por la mañana y te encuentras de espaldas en la cama con un violinista inconsciente. Un famoso violinista inconsciente. Se descubrió que tiene una enfermedad renal grave, y la Society of Music Lovers ha examinado todos los registros médicos disponibles y descubrió que solo usted tiene el tipo de sangre adecuado para ayudar. Por lo tanto, te han secuestrado, y anoche el sistema circulatorio del violinista se conectó al tuyo, para que tus riñones puedan usarse para extraer venenos de su sangre y de la tuya... Desenchufarlo sería matarlo. Pero no importa, es solo por nueve meses. Para entonces se habrá recuperado de su dolencia y puede desconectarse de usted de forma segura."
El escenario pretende sugerir que el derecho humano a no ser asesinado puede ser superado por el derecho de otra persona a controlar su propio cuerpo, cuando estos dos derechos entran en conflicto.
En este artículo, Thomson sostiene, basándose en el experimento mental del violinista, que "el derecho a la vida no consiste en el derecho a no ser asesinado, sino más bien en el derecho a no ser asesinado injustamente". Por lo tanto, para demostrar que el aborto es moralmente inadmisible, "de ninguna manera es suficiente mostrar que el feto es una persona y recordarnos que todas las personas tienen derecho a la vida; es necesario que se nos muestre también que matar al feto viola su derecho a la vida, es decir, que el aborto es un asesinato injusto. ¿Y lo es? El artículo de Thomson defiende el derecho al aborto y funciona principalmente como un argumento por analogía con respecto a la idea de consanguinidad madre / feto.[¿según quién?]
El artículo encuentra reacciones y críticas de muchos filósofos y bioeticistas. Philippa Foot, una destacada eticista aristotélica, argumentó que la no prestación negativa de servicios, como en el caso del violinista, es diferente del asesinato activo o la interferencia, como en el aborto. El experimento mental de Thomson también ha sido respondido por el filósofo de Oxford John Finnis en "The Rights and Wrongs of Abortion: a reply to Judith Thomson". Thomson, a su vez, respondió a Finnis en su artículo, "Rights and Deaths", reimpreso en su volumen de ensayos, Derechos, restitución y riesgo.

## Publicaciones
- Acts and Other Events (1977)
- Rights, Restitution, and Risk (1986)
- The Realm of Rights (1990)
- Moral Relativism and Moral Objectivity (1996)
- Goodness and Advice (2001)